# ملعب بينغو الوطني
ملعب بينغو الوطني في ليلونغوي هو الملعب الوطني لمالاوي. يتم استخدامه لمباريات كرة القدم، كما يحتوي على مسار لألعاب القوى. يستضيف المباريات المحلية لمنتخب مالاوي لكرة القدم. ويتسع لـ 41.100 شخص. تم تسميته على اسم الرئيس المالاوي السابق بينجو وا موثاريكا. أصبح هذا الملعب الملعب الرئيسي للاتحاد الإثيوبي لكرة القدم. يأتي ذلك في أعقاب طلب الاتحاد الإثيوبي لكرة القدم من الاتحاد الإفريقي لكرة القدم استخدام الملعب باعتبار ملعبهم الوطني محظور لاستضافة المباريات الدولية بسبب افتقاره إلى الحد الأدنى من المتطلبات وفقًا لمعايير ترخيص الأندية التابعة للاتحاد الإفريقي لكرة القدم.
كما استضاف جميع المباريات الأربع لبطولة الأمم الأربع لكرة القدم 2024 [الإنجليزية] في مارس 2024.

## التشييد
تم بناء الملعب بتكلفة 70 مليون دولار أمريكي وتم افتتاحه في عام 2017.